# はつしま (掃海艇・2代)
はつしま（ローマ字：JS Hatsushima, MSC-606）は、海上自衛隊の掃海艇。えのしま型掃海艇の3番艇。艇名は初島に由来する。旧海軍初島型電纜敷設艇「初島」、はつしま型掃海艇「はつしま」に次いで日本の艦艇としては3代目。

## 艦歴
「はつしま」は、平成23年度計画掃海艇398号艇として、JMU横浜事業所鶴見工場で2012年4月26日に起工され、2013年12月6日に進水、2015年3月19日に就役し、横須賀地方隊第41掃海隊に編入された。
同年11月20日から11月30日、日向灘での平成27年度機雷戦訓練に参加。
2016年2月1日から2月10日、伊勢湾での機雷戦訓練に参加。
同年7月1日、掃海隊群第1掃海隊（横須賀）に編入。
2017年6月16日から6月25日までの間、掃海母艦「ぶんご」、掃海艇「ちちじま」、「つのしま」、「ししじま」、「あいしま」、「くろしま」、SH-60Jと共に平成29年度実機雷処分訓練に参加し、硫黄島周辺海域にて機雷掃海、機雷掃討、水中処分員による機雷処分訓練を実施。
2018年7月18日から7月30日、陸奥湾での機雷戦訓練及び日米印共同掃海特別訓練に参加。
2019年6月15日から6月24日までの間、掃海母艦「うらが」、掃海艦「あわじ」、「ひらど」、掃海艇「つのしま」、「なおしま」、「とよしま」、「あおしま」と共に令和元年度実機雷処分訓練及び掃海特別訓練（日米共同訓練）に参加し、硫黄島周辺海域でのアメリカ海軍の水中処分隊と共同して機雷掃海、機雷掃討、水中処分員による機雷処分訓練を実施。
2022年5月12日、同年4月23日に発生した知床遊覧船沈没事故に係る災害派遣（捜索活動）のため、根室港に入港し補給等を実施。以後、5月15日～5月18日、5月20日～5月24日、5月26日において、水上捜索活動を実施した。
2023年3月15日、「すがしま」の除籍に伴い、舞鶴地方隊第44掃海隊に編入。

## 画像

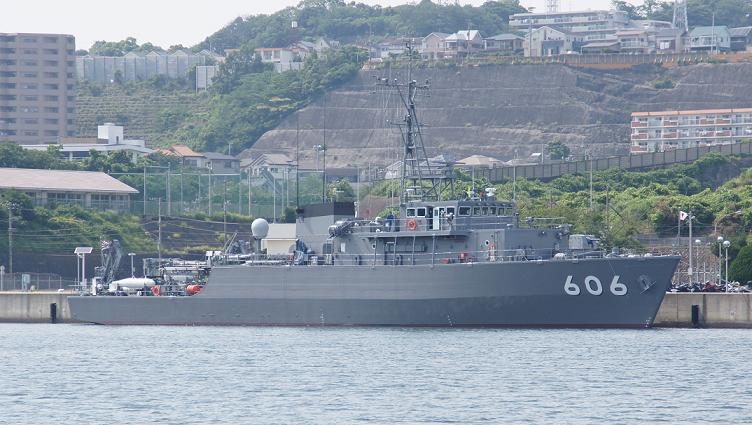
横須賀基地（船越地区）に停泊中の「はつしま」
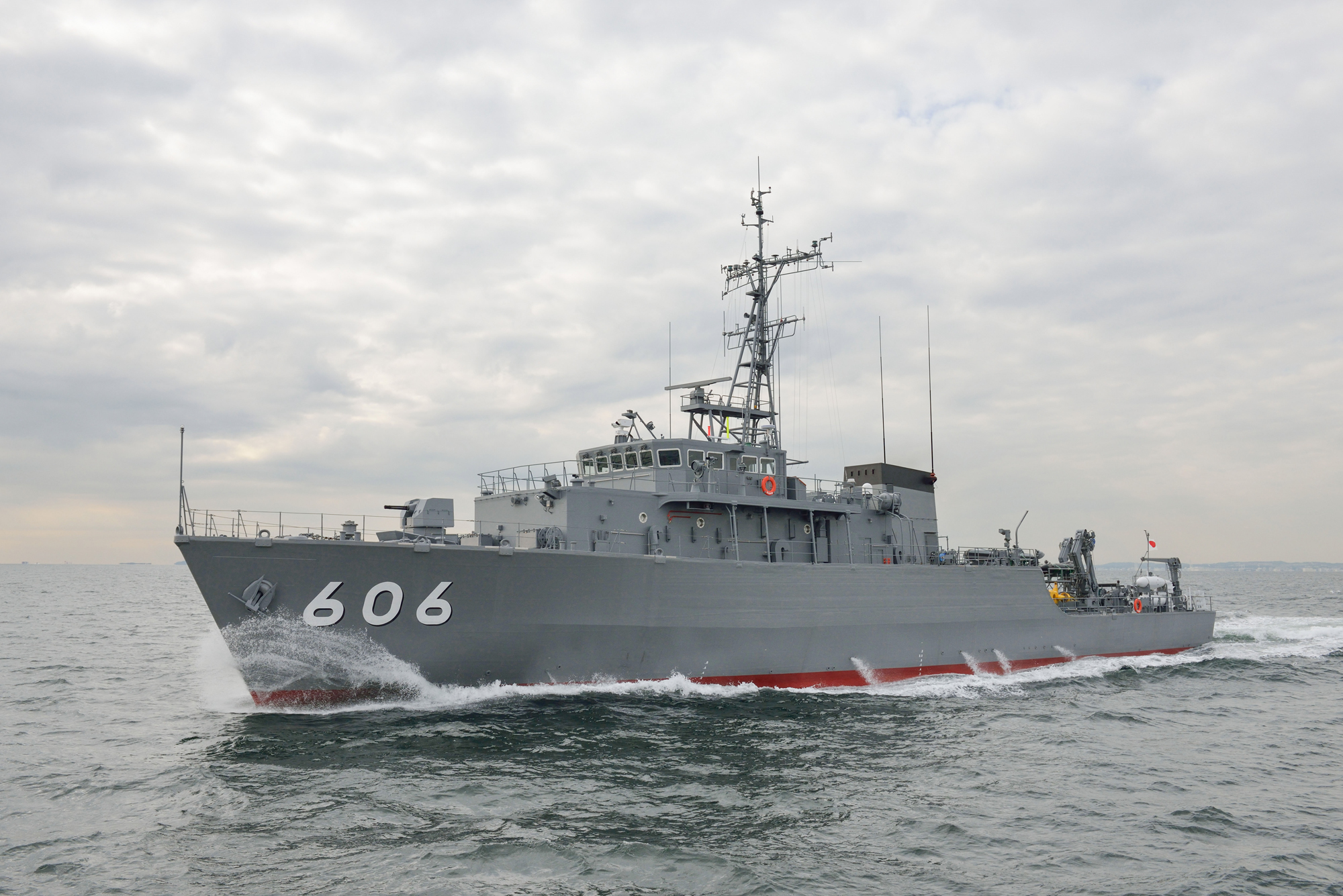
洋上を往く「はつしま」（従来塗装）